# Insight Segmentation and Registration Toolkit
ITK – wieloplatformowa biblioteka używana do tworzenia oprogramowania do segmentacji oraz rejestracji obrazów. Wykorzystywana przede wszystkim w oprogramowaniu medycznym.
Segmentacja to proces identyfikowania i klasyfikacji danych przedstawionych w postaci cyfrowej. ITK skupia się na danych w postaci obrazów medycznych z następujących modalności:
- rentgenowskiej tomografii komputerowej CT,
- tomografii rezonansu magnetycznego MRI,
- pozytonowej emisyjnej tomografii komputerowej PET.

Rejestracja to proces dopasowywania danych oraz odnajdywania powiązania pomiędzy danymi. Na przykład w medycynie można dopasowywać (nałożyć) obraz CT do obrazu PET tak aby wykorzystać informacje zawarte w obu obrazach.